# Никопольский марганцеворудный бассейн
Никопольский марганцеворудный бассейн — самое большое месторождение марганцевых руд в мире, находящиеся на юге Украины, в Днепропетровской, Запорожской и Херсонской областях. Доля Украины в мировом производстве марганцевой руды составляет несколько десятков процентов, что позволяет не только обеспечить внутренние потребности, но и обеспечить экспортные поступления. Запас руды — 2,37 млрд т (на 2018 год). Мощность рудоносного пласта 1,5—5 м. Глубина залегания 15—140 м. Содержание марганца от 8 до 33-34 %. В пределах бассейна выделяют два марганцеворудных района — Никопольский и Великотокмацкий.
Открыт в 1883 г. Промышленная разработка руд начата с 1886 года. Добывают руду открытым и шахтным способом. Добычу и переработку марганцевых руд осуществляют Покровский и Марганецкий горно-обогатительные комбинаты — наибольшие в мире предприятия по выпуску марганцевого концентрата и агломерата для ферросплавных и металлургических заводов.
Минеральный состав оксидных руд: пиролюзит, псиломелан, манганит, кварц, глинистые минералы. Карбонатные руды включают родохрозит, манганокальцит, кальцит, кварц, глинистые минералы. Никопольское месторождение разрабатывается Покровским и Марганецким ГОКами на шахтных и карьерных полях, а Великотокмакское — не разрабатывают.